# Stefan Hell
Stefan Walter Hell, född 23 december 1962 i Sântana i Arad i Rumänien, är en tysk fysiker. 2014 tilldelades han Nobelpriset i kemi tillsammans med Eric Betzig och William Moerner "för utveckling av superupplöst fluorescensmikroskopi".
Hell blev filosofie doktor 1990 vid Heidelbergs universitet. Han är forskningsledare vid Max Planck-Institut für biophysikalische Chemie i Göttingen och chef för Deutsches Krebsforschungszentrum i Heidelberg.

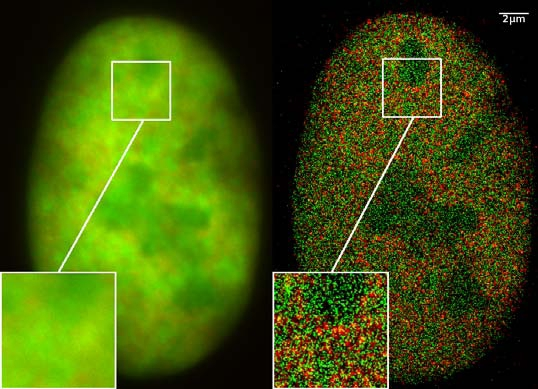
Superupplöst mikroskopifoto i två olika färgskalor.

## Priser och utmärkelser i urval
- Prize of the International Commission for Optics, 2000
- Berthold Leibinger Innovationspreis, 2002
- Carl-Zeiss Research Award, 2002
- Karl-Heinz-Beckurts-award, 2002
- C. Benz u. G. Daimler-Award of Berlin-Brandenburgisch academy, 2004
- Innovation Award of the German Federal President, 2006
- Julius Springer Prize for Applied Physics 2007
- Gottfried Wilhelm Leibniz Prize, 2008
- Otto-Hahn-Preis, 2009
- Ernst-Hellmut-Vits-Prize, 2010
- Hansen Family Award, 2011
- Körber European Science Prize, 2011[4]
- Meyenburg Prize, 2011[5]
- Science Prize of the Fritz Behrens Foundation 2012
- Paul Karrer Gold Medal, University of Zürich, 2013
- Carus Medal of the Leopoldina, 2013
- Kavli Prize, 2014[6]
- Nobelpriset i kemi, 2014